# The Broken Hearts Club: A Romantic Comedy
The Broken Hearts Club: A Romantic Comedy en castellano El club de los corazones rotos o Solteros, pero... es una película sobre las vicisitudes de un grupo de amigos homosexuales que se consideran a sí mismos como una gran familia.

## Argumento
En el barrio gay de West Hollywood reside Dennis, un prometedor fotógrafo que, mientras ejerce de anfitrión durante su fiesta por su vigésimo octavo cumpleaños, se lamenta porque no sabe si sus amigos son lo mejor o lo peor que le ha sucedido en su vida. Entre sus amigos se encuentra Benji, al que le vuelven loco los tíos cachas; Howie, el estudiante de psicología que pierde su tiempo divagando y divagando; Cole, el atractivo actor de reparto que accidentalmente les roba al resto sus novios; Patrick, el cínico; y Taylor, la reina del drama que una y otra vez se reafirma en lo maravillosa que es su larga relación de pareja. Luego está Jack, que ejerce de patriarca y jefe de todos ellos en un restaurante "Broken Hearts". Cuando la tragedia golpea al grupo, la amistad se pone a prueba.

## Localizaciones
- Laurel Hardware Company - 7984 Santa Monica Boulevard, West Hollywood, California, USA
- Long Beach
- Los Ángeles
- West Hollywood

- Datos: Q29697